# 阿茨托夫斯基穹
62°8′S 58°38′W / 62.133°S 58.633°W
阿茨托夫斯基穹（波蘭語：Kopuła Arctowskiego），是南極洲的冰穹，位於南設得蘭群島的喬治王島，在1980年由波蘭探險隊以該國氣象學家命名，現時由南極條約體系管理。